# Mezquita de Jarque
Mezquita de Jarque è un comune spagnolo di 135 abitanti situato nella comunità autonoma dell'Aragona.